# Bundesautobahn 106
Pour les articles homonymes, voir A106.
La Bundesautobahn 106 était le nom du projet de Bundesautobahn à Berlin.

## Histoire
Selon les plans initiaux du plan d'aménagement de Berlin de 1965, la Bundesautobahn 106, alors planifiée et baptisée plus tard, devait former ce que l'on appelle la "tangente sud" et conduire les arrondissements de Schöneberg en passant par Kreuzberg et Alt-Treptow jusqu'à Köpenick. Elle devrait croiser la Bundesautobahn 103 à l'échangeur de Tempelhofer Ufer. À l'échangeur de l'Oranienplatz, elle devait croiser la Bundesautobahn 102. Un échangeur à la Sonnenallee avec la Bundesautobahn 100 était prévu.
À l'introduction du système de numérotation en 1975 jusqu'à la réunification allemande, l'autoroute projetée s'appelle "A 16".